# Homophilie
Ne doit pas être confondu avec hémophilie.
L'homophilie est la tendance d'un individu à fréquenter ses semblables, ou ses pairs, c'est-à-dire d'autres individus partageant des caractéristiques sociologiques. Il s'agit d'un concept de sociologie.

## Concept
L'homophilie désigne la tendance des individus à fréquenter et à apprécier la compagnie d'autres individus qui partagent des caractéristiques sociales; de leurs semblables.
Claire Bidart définit l'homophilie comme « la tendance à préférer entretenir des relations avec des personnes qui nous ressemblent ». Il s'agirait d'« un autre indicateur de la persistance des catégorisations sociales globales à l'intérieur des structures relationnelles ». L'homophilie conduit par exemple à une surreprésentation des personnes de même sexe dans les conversations qu'un individu a au cours d'une semaine.
La question des déterminants sociaux de l'homophilie a été explorée par de nombreux sociologues. Pierre Bourdieu, par exemple, explique la tendance à l'homophilie par le concept de capital social et de capital culturel. Les agents sociaux dotés des mêmes réseaux de sociabilité, d'une part, et du même niveau d'études, d'autre part, auraient ainsi tendance à s'associer spontanément.
L'homophilie sociale est particulièrement remarquée dans le cadre de la sociologie de l'amour. Cette homophilie serait la principale force de la reproduction sociale. Cette homophilie sociale a pendant des siècles été imposée aux sociétés. Les logiques claniques, qui fonctionnent par des alliances entre des familles ou des tribus, avaient rendu l'homophilie sociale nécessaire. 
L'homophilie sociale n'est toutefois pas un impératif, ni une règle universelle. Des mariages peuvent avoir lieu entre des individus venant de groupes sociaux différents. L'homophilie serait particulièrement marquée chez les classes sociales aux extrêmes de la société. Elle se serait affaiblie au sein des populations intermédiaires depuis les années 1960 jusqu'à aujourd'hui.